# Herbert Greenwald
Herbert Greenwald (Saint Louis, 16 agosto 1915 – New York, 3 febbraio 1959) è stato un imprenditore statunitense.
Era noto per aver assunto Ludwig Mies van der Rohe come architetto progettista per diversi e importanti edifici residenziali moderni.

## Vita personale
Herbert "Squiff" Greenwald era nato e cresciuto a Saint Louis. Proseguì gli studi rabbinici alla Yeshiva University di New York. Dopo aver prestato servizio militare durante la seconda guerra mondiale, studiò filosofia all'Università di Chicago. Usò il denaro ereditato dalla morte di sua madre nel 1949 per dedicarsi al settore immobiliare con Samuel Katzin.
Herbert S. Greenwald era sposato con Lillian Feldman Greenwald (31 dicembre 1915-7 settembre 2007). Ebbero due figli, Michael e Bennet. Insieme sostennero artisti tra cui: Leon Golub, Nancy Spero, Cosmo Campoli, Misch Cohen, Ruth Duckworth, Richard Hunt, David Sharpe, Martha Schlamme e Abraham Stokman.
Lillian Greenwald conseguì una laurea BA e un M.SW presso l'Università di Chicago. Fece parte del comitato di visita della Scuola di Amministrazione dei Servizi Sociali dell'Università e potrebbe aver influenzato la decisione di assumere Mies van der Rohe per progettare l'edificio della Scuola dei Servizi Sociali.

## Sviluppo immobiliare
Greenwald sviluppò tre edifici residenziali a Evanston, Illinois, nel 1946. Il signor Greenwald cercò un famoso architetto per progettare il suo primo edificio importante. Dopo non essere riuscito ad assumere Frank Lloyd Wright, Le Corbusier, Eliel Saarinen e Walter Gropius, seguì il consiglio di quest'ultimo di assumere Mies van der Rohe.
Con Mies Greenwald sviluppò diversi progetti, tra cui:
- Appartamenti Promontory, 5530 S. South Shore Drive, Chicago (1949)
- Appartamenti Algonquin, 1606 E Hyde Park Blvd, Chicago (1949-1951)[9][10]
- Appartamenti Lake Shore Drive 860-880, Chicago (1949-1951)
- Appartamenti Esplanade North Lake Shore 900-910, Chicago (1953-1956)
- Commonwealth Plaza, 330-340 W. Diversey Parkway, Chicago (1953-1956)
- Parco Lafayette, Detroit, Michigan (1955-1963)

Inoltre, lavorò con Mies su diversi progetti non realizzati, tra cui:
- 1300 Lake Shore Drive Apartments, Chicago (1953-1956)
- Chestnut and DeWitt Apartments, Chicago (1953-1956)
- Commonwealth Promenade Apartments, Chicago (1953-1956) Ne furono costruiti solo due edifici.
- Casa di Herbert Greenwald, Lake Forest (1955)
- Diversey-Lake Shore Drive Appartamenti, Chicago, IL (1956-1958)
- Rinnovamento urbano di Hyde Park, Chicago (1959)
- Lafayette Park Detroit, Michigan (1955-1963)[11]
- Bay Street ad Hyde San Francisco (1958)[12]

## Case unifamiliari progettate da Mies
Oltre alla casa proposta per Herbert Greenwald a Lake Forest, Mies progettò case unifamiliari per:
- Il fratello Morris Greenwald. La casa fu successivamente rinnovata e ampliata da Peter Gluck, situata all'indirizzo 11 Homeward Lake, Weston, Connecticut.[13]
- Il socio in affari Robert Hall McCormick. La casa fa ora parte dell'Elmhurst Art Museum nell'Illinois.[14]

## Morte
Greenwald morì nello schianto del volo American Airlines 320, partito dall'aeroporto internazionale di Midway e diretto all'aeroporto LaGuardia di New York City il 3 febbraio 1959. L'aereo si schiantò nell'East River e il suo corpo non fu recuperato. La sua polizza assicurativa sulla vita è stata pagate $ 287.000 dalla compagnia assicurativa.

## La compagnia in seguito - Metropolitan Structures
Dopo la sua morte, la sua società immobiliare, Herbert Realty Co., fu ribattezzata Metropolitan Structures. Sotto la guida di Bernard Weissbourd, l'azienda sviluppò l'Illinois Center a Chicago e altre proprietà in tutti gli Stati Uniti, tra cui:
- Edifici con appartamenti con colonnato e padiglione, Newark, NJ (1960)
- One Charles Center, Baltimora, MD (1962)
- Highfield House, Baltimora, MD (1964)
- 2400 N. Lakeview, Chicago, IL (1964)
- 100 e 200 rue de Gaspé, Isola delle Monache, Montréal, Canada (1962)
- Stazione di servizio di Nuns' Island, Montréal, Canada (1969)
- Illinois Center e 111 East Wacker Drive, Chicago, IL